# Gasteruption erythrostomum
Gasteruption erythrostomum is een vliesvleugelig insect uit de familie van de Gasteruptiidae. De wetenschappelijke naam van de soort is voor het eerst geldig gepubliceerd in 1831 door Dahlbom.